# Robert Ier de Bar
Pour les articles homonymes, voir Robert Ier.
Robert Ier de Bar, né le 8 novembre 1344, mort le 12 avril 1411, fut marquis de Pont-à-Mousson et comte de Bar de 1352 à 1354, puis duc de Bar de 1354 à 1411. Il était le fils cadet d'Henri IV, comte de Bar, et de Yolande de Flandre.

## Biographie
Il n'a que quelques semaines quand son père meurt et son frère aîné Édouard II, devient comte de Bar sous la régence de leur mère. Comme les deux frères sont de faible constitution, Yolande demande et obtient du pape Clément VI pour eux deux l'autorisation de manger de la viande pendant les périodes d'abstinence.
Quand son frère meurt, il n'a que sept ans, et le problème de la régence se pose autrement que sept ans auparavant. En effet, sa mère est sur le point de se remarier avec Philippe de Navarre, comte de Longueville, de la famille de Navarre qui conteste la royauté à Jean II le Bon. D'autre part, Jeanne de Bar, comtesse de Surrey et fille du comte Henri III, a fait savoir au roi qu'elle était prête à assumer la régence. Le parlement de Paris, par arrêt du 5 juin 1352 décide que le Barrois est dans la main du roi, lequel confie la régence à Jeanne de Bar le 27 juillet 1352. Yolande de Flandre, qui avait renoncé à la régence dans un premier temps, revient sur sa décision et lève des troupes pour combattre Jeanne de Bar. Jean le Bon doit intervenir et oblige Yolande à renoncer le 2 juillet 1353.
Une question de préséance aboutira à l'érection du comté de Bar en duché. En effet, la seigneurie de Pont-à-Mousson ayant été érigé en marquisat, les actes mentionnent Robert comme marquis de Pont-à Mousson et comte de Bar, ce qui, pour les nobles barrois est illogique, le Barrois étant territorialement plus important que Pont-à-Mousson. Pour résoudre cette anomalie, l'empereur Charles IV, comte de Luxembourg et empereur Romain Germanique érige le Barrois (et le Luxembourg) en duchés en 1354.
La défaite française à Poitiers le 19 septembre 1356 prive Jeanne de Bar du soutien du roi qui est fait prisonnier. Yolande reprend la régence et Robert est armé chevalier en décembre 1356.
Il est déclaré majeur le 8 novembre 1359 et assiste au sacre du roi Charles V à Reims le 19 mai 1364, puis à celui de Charles VI le 4 novembre 1380. Durant le règne de Charles V, dont il avait épousé la sœur, il participe en 1374 à plusieurs expéditions militaires destinées à chasser les Anglais de Normandie.
Son règne est marqué par le déclin économique du duché de Bar, progressivement privé de ses fondations économiques ; les dettes qu'il contracte auprès des financiers de la ville de Metz entraînent des relations conflictuelles avec la ville, qui culminent en un conflit armé en 4 avril 1368 au cours duquel il est fait prisonnier ; le traité négocié pour sa libération, en août 1370, prévoit le paiement d'une somme d'argent considérable, que son beau-frère Charles V contribue à réunir.
Cette capture, dans des conditions rocambolesques, a pour origine un duel judiciaire prévu à Ligny-en-Barrois entre le chevalier Jean de Mars et le capitaine messin Robert de Hervilley, accusé de trahison par Jean. L'événement attire une foule nombreuse, composée des seigneurs de la cour du jeune duc de Bar, Robert, ainsi que des patriciens messins. Cependant, Jean de Mars ne se présente pas ce qui provoque inévitablement une montée des tensions. D'après la chronique messine de Pierre Didier, Robert de Bar et le comte Jean de Salm le Jeune attaquent alors les Messins à la tête de 140 hommes. Ces derniers ripostent avec vigueur et prennent l’avantage : Jean de Salm, surnommé "le Saumon", est tué, et de nombreux barons lorrains sont faits prisonniers, y compris Robert de Bar. Captif à Metz, ce dernier est placé en résidence surveillée chez un patricien, attendant de négocier le paiement d’une lourde rançon. Mais contre tout honneur chevaleresque, il tente de s'évader en creusant un trou dans sa chambre.
D'après le chroniqueur Jean Praillon, : « Après, le duc essaya deux fois de s’échapper, une fois chez Jean Jallée, et l’autre chez Gemel, le 28 juin, et je vous dirai comment. Il était avec le comte de la Petite-Pierre, Huard de Villey et Richard de Chardonne. Or la demoiselle de la maison venait faire son lit chaque jour. Il arriva que Gemel demanda à la demoiselle : "Dis-moi, as-tu fait le lit du duc ?" Elle répondit aussitôt qu’il y avait trois jours qu’elle n’y avait pas été, et qu’il ne l’avait pas laissée entrer dans la chambre. Gemel partit aussitôt et alla raconter cela aux Sept de la guerre. Ils vinrent bientôt et trouvèrent un grand trou sous le chevet du lit du duc : il l'avait creusé avec un pied-de-chèvre (un levier d'arbalète) et d’une hache. Ils trouvèrent aussi des dagues, des couteaux et des cordes pour s’évader, et il fut aussitôt mis en prison plus stricte qu’auparavant, de même que d’autres prisonniers qui étaient logés en ville chez des hôtes ».
Il rend hommage de ses biens en Flandre à son beau-frère le duc de Bourgogne Philippe II de Bourgogne en 1397.
En 1401, il cède le duché à son fils Édouard en s'en réservant l'usufruit, écartant son petit-fils Robert, fils d'Henri, seigneur de Marle. Ce dernier tentera de s'y opposer par un procès au Parlement de Paris qui durera de 1406 à 1409, mais sans succès. En 1409, il fait le partage de ses biens, et donne à Robert, fils d'Henri, la partie de ses biens venant de sa mère Yolande de Flandre. Robert devient ainsi seigneur de la Flandre maritime (Dunkerque, Gravelines, Bourbourg, Mardyck,...).
La folie de Charles VI met aux prises le duc Louis d'Orléans avec le duc de Bourgogne Jean sans Peur. Robert, dont les états sont frontaliers de la France et de la Bourgogne, soutient le duc d'Orléans, mais après l'assassinat de ce dernier, reste de plus en plus dans le duché à cause des crises de goutte qui l'empêchent de marcher.

## Mariage et enfants
Il épouse le 5 octobre 1364, après dispenses du fait de leur parenté accordées par le pape Urbain V, Marie de France (1344 † 1404), fille de Jean II le Bon, roi de France, et de Bonne de Luxembourg. Ils ont :
- Henri (1362 † 1397), seigneur de Marle, décédé près de Venise, à la suite de la bataille de Nicopolis, où il a été fait prisonnier ; a épousé en 1384 Marie Ire de Coucy, d'où Robert de Marle, comte de Soissons (1390 † bataille d'Azincourt 1415) ;
- Yolande (1365 † 1431), mariée en 1380 à Jean Ier, roi d'Aragon (1350 † 1396), d'où Yolande d'Aragon x Louis II d'Anjou, et la suite des ducs de Bar après 1431 avec le roi René ;
- Philippe (1372 † 1404), mariée en 1384 à Yolande d'Enghien (fille de Louis d'Enghien) ; meurt dans une prison turque en 1404, fait prisonnier après la bataille de Nicopolis de 1396 ;
- Charles (1373 † 1392), seigneur de Nogent-le-Rotrou ;
- Marie (1374 †), mariée en 1384 à Guillaume II, margrave de Namur (1355 † 1418) ;
- Bonne († 1400 ou 1436 ?), mariée en 1393 à Waléran III de Luxembourg (1357 † 1415), comte de Ligny-en-Barrois et de Saint-Pol ;
- Édouard III, duc de Bar (1377 † 1415), tué à la bataille d'Azincourt ;
- Jeanne († 1402), mariée en 1393 à Théodore II Paléologue, marquis de Montferrat (1361 † 1418) ;
- Jean de Bar, seigneur de Puisaye (1380 † 1415), tué à la bataille d'Azincourt ;
- Louis Ier († 1430), cardinal-évêque de Verdun et duc de Bar à la suite de son frère ;
- Yolande la jeune († 1421), mariée en 1400 à Adolphe duc de Juliers et de Berg (°vers 1370 † 1437).